# N-II
N-II – amerykańsko-japońska rakieta nośna, bazująca na rakietach Delta (tzw. druga japońska Delta), powstała w celu zastąpienia rakiety N-I. W przeciwieństwie do poprzedniczki, N-II nie posiadała komponentów produkcji japońskiej, wszystkie elementy projektowano w USA. Wykonała 8 udanych startów w latach 1981–1987. Została zastąpiona przez rakietę H-I.

## Starty
- 11 lutego 1981, 08:30 GMT; s/n 7F; miejsce startu: Centrum Lotów Kosmicznych Tanegashima (LA-N), Japonia

Ładunek: Kiku 3; Uwagi: start udany
- 10 sierpnia 1981, 20:03 GMT; s/n 8F; miejsce startu: Centrum Lotów Kosmicznych Tanegashima (LA-N), Japonia

Ładunek: Himawari 2; Uwagi: start udany
- 4 lutego 1983, 08:37 GMT; s/n 10F; miejsce startu: Centrum Lotów Kosmicznych Tanegashima (LA-N), Japonia

Ładunek: Sakura 2A; Uwagi: start udany
- 5 sierpnia 1983, 20:29 GMT; s/n 11F; miejsce startu: Centrum Lotów Kosmicznych Tanegashima (LA-N), Japonia

Ładunek: Sakura 2B; Uwagi: start udany
- 23 lutego 1984, 07:58 GMT; s/n 12F; miejsce startu: Centrum Lotów Kosmicznych Tanegashima (LA-N), Japonia

Ładunek: Yuri 2A; Uwagi: start udany
- 2 sierpnia 1984, 20:30 GMT; s/n 13F; miejsce startu: Centrum Lotów Kosmicznych Tanegashima (LA-N), Japonia

Ładunek: Himawari 3; Uwagi: start udany
- 12 lutego 1986, 07:55 GMT; s/n 14F; miejsce startu: Centrum Lotów Kosmicznych Tanegashima (LA-N), Japonia

Ładunek: Yuri 2B; Uwagi: start udany
- 19 lutego 1987, 01:23 GMT; s/n 16F; miejsce startu: Centrum Lotów Kosmicznych Tanegashima (LA-N), Japonia

Ładunek: Momo 1; Uwagi: start udany